# Spressa delle Giudicarie
Spressa delle Giudicarie es un queso italiano con denominación de origen protegida a nivel europeo por el Reg. CE n.º 2275/03 (Diario Oficial de las Comunidades Europeas de 23 de diciembre de 2003). Es un queso que proviene de la región de Trentino-Alto Adigio. El spressa delle giudicaire fresco se puede consumir después de una maduración de tres meses, mientras que el curado tiene más de seis meses. Es un queso de leche de vaca de raza Rendena en su mayor parte, proveniente de dos ordeños, el vespertino y el matutino. Marida bien con un vino de la zona, como el marzemino, vino tinto DOC del sur del Trentino.